# Dalby, Queensland
Dalby är en ort i Australien. Den ligger i kommunen Western Downs och delstaten Queensland, omkring 180 kilometer väster om delstatshuvudstaden Brisbane.
Runt Dalby är det mycket glesbefolkat, med 6 invånare per kvadratkilometer.. Det finns inga andra samhällen i närheten.
Omgivningarna runt Dalby är i huvudsak ett öppet busklandskap. Genomsnittlig årsnederbörd är 804 millimeter. Den regnigaste månaden är januari, med i genomsnitt 160 mm nederbörd, och den torraste är april, med 21 mm nederbörd.